# Dynoides crenulatus
Dynoides crenulatus är en kräftdjursart som beskrevs av Alberto Carvacho och Haasmann 1984. Dynoides crenulatus ingår i släktet Dynoides och familjen klotkräftor. Inga underarter finns listade i Catalogue of Life.